# Kill the Romance
Kill the Romance ist eine finnische Melodic-Death-Metal-Band aus Lahti, die im Jahr 2004 gegründet wurde.

## Geschichte
Die Band wurde Anfang 2004 von Schlagzeuger Mika Tanttu, Sänger Ville Hovi und den Gitarristen Tomi Luoma und Antti Kokkonen gegründet. Im Jahr 2005 kam Bassist Raimo Posti als weiteres Mitglied zur Gruppe. Im Juli 2004 nahm die Band ihre erste, selbstbetitelte EP auf. Im Januar 2005 wurde die Band aus über 150 Bands ohne Vertrag ausgewählt, um auf der finnischen Metal Expo zu spielen. Dem Auftritt folgte ein Konzert in Sankt Petersburg. Danach begann die Band mit dem Schreiben von neuem Material. 
Im Juni 2005 wurde die zweite EP Logical Killing Project veröffentlicht. Danach folgten Auftritte in ganz Finnland wie auf dem Tuska Open Air Metal Festival oder dem Nummirock Metal Festival. Im Jahr 2006 wurde die EP Cyanide veröffentlicht. Es folgten einige Auftritte, so auch auf dem Wacken Open Air. 
Im Herbst 2006 erreichte die Band einen Vertrag mit Locomotive Records. Kurz darauf nahm die Band ihr erstes Album auf, das den Namen Take Another Life trug und im März 2007 veröffentlicht wurde.
Im Jahr 2011 erschien über Inverse Records das zweite Album der Band, das den Namen For Rome and the Throne trug.

## Stil
Die Band spielt klassischen Melodic Death Metal, wobei die Werke mit Bands aus Göteborg wie At the Gates, In Flames und Dark Tranquillity verglichen werden.

## Diskografie
- 2004: Kill the Romance (EP, Eigenveröffentlichung)
- 2005: Logical Killing Project (EP, Eigenveröffentlichung)
- 2006: Cyanide (EP, Eigenveröffentlichung)
- 2007: Take Another Life (Album, Locomotive Records)
- 2008: Demons in Me (Single, Eigenveröffentlichung)
- 2011: For Rome and the Throne (Album, Inverse Records)